# Incendio forestal de Los Guájares de 2022
El incendio forestal de Los Guájares de 2022 se refiere al incendio ocurrido en el verano de 2022 en el sur de la provincia de Granada, y que afectó en distinta medida, a cinco municipios. Los municipios afectados fueron Los Guájares, Albuñuelas, El Pinar, El Valle y Vélez de Benaudalla.
El fuego se inició el 8 de septiembre de 2022 y tardó en extinguirse veintisiete días. El incendio forestal arrasó 5194 hectáreas de pinar y monte bajo pertenecientes a la sierra de los Guájares y sus alrededores, con un perímetro de 150 km de longitud. Ha sido considerado «el peor fuego de la provincia en varias décadas».